# Чистая вода (целевая программа)
«Чистая вода» — партийный проект «Единой России», инициированный Борисом Грызловым на VII Съезде партии 2 декабря 2006 года и получивший широкую огласку в конце 2009 — начале 2010 годов. 22 декабря 2010 года была принята ФЦП «Чистая вода» постановлением Правительства Российской Федерации № 1092.

## Цели и задачи проекта
Цели проекта:
- улучшение качества питьевой воды, подаваемой населению, и доведение услуги по водоснабжению до уровня, отвечающего потребностям жизнедеятельности человека;
- определение требований по обеспечению потребителей питьевой водой при нарушениях функционирования централизованных и нецентрализованных систем питьевого водоснабжения;
- повышение качества управления объектами водоснабжения.

Задачи проекта:
1. Проведение исследований в области первоочередных задач снабжения населения качественной питьевой водой — разработка концепции проекта «Чистая вода». Упорядочение и совершенствование нормативно-правовой базы в сфере питьевого водоснабжения.
2. Строительство и защита водозаборов — принятие Федерального закона «О внесении изменений в Водный кодекс Российской Федерации», проведение комплексного, поэтапного финансирования мероприятий, связанных со строительством водохранилищ питьевого назначения.
3. Разработка «Концепции экономного водоснабжения», принятие федеральных законов «О водоснабжении», «О питьевой воде и питьевом водоснабжении». Проведение комплексного поэтапного финансирования мероприятий, связанных с улучшением качества и экономией питьевой воды.
4. Разработка системы мероприятий по обеспечению качества бутилированной питьевой воды, проведение комплексного поэтапного финансирования мероприятий, связанных с организацией снабжения населения бутилированной питьевой водой.
5. Снабжение питьевой водой наиболее важных для жизнедеятельности населения объектов — проведение комплексного, поэтапного финансирования мероприятий, связанных с установкой оборудования для доочистки воды подаваемой в наиболее важные для жизнедеятельности населения объекты.
6. Сохранение водных объектов, а также экосистем, влияющих на процессы воспроизводства питьевой воды.

Согласно сообщению журнала «Новая политика», 
«Первое и главное», по словам Грызлова, это пропаганда потребления качественной питьевой воды. Качественная вода, потребление которой следует пропагандировать, появится в России через оснащение жилых домов и учреждений отдельными «специальными фильтрами очистки». Речь идет о фильтрах «чудо-изобретателя» Виктора Петрика.

## Руководство
Координатор проекта до 13 января 2010 года — член Президиума Генерального совета «Единой России», заместитель Председателя Совета Федерации Светлана Орлова, с 13 января 2010 года — Борис Грызлов.

## Финансирование
В январе 2009 года Борис Грызлов, сославшись на экспертов, предположил: до 2020 года стоимость проекта может составить 15 триллионов рублей. Однако летом заявил, что можно обойтись и 10 миллиардами в год. Во внесённом в правительство варианте бюджет программы на 2010—2017 годы превышает $14 млрд, включая государственные и частные инвестиции.
Согласно проекту Российской государственной программы «Чистая вода» от 20.04.09, финансирование мероприятий государственной программы будет осуществляться за счёт средств федерального бюджета, в том числе за счёт средств Инвестиционного фонда Российской Федерации. Среднегодовой объём средств федерального бюджета, выделяемых на реализацию государственной программы, составит 20 млрд рублей.
5 марта 2010 года Борис Грызлов сообщил: «Что касается финансирования госпрограммы „Чистая вода“, то в 2010 году из дополнительных доходов бюджета, которые формируются сейчас, есть возможность выделить на это направление 5 млрд рублей. Далее эти суммы будут увеличиваться».
Ожидается, что программа может быть принята ближе к концу 2010 года. Проект поддерживается правительством, как отметил пресс-секретарь премьер-министра Владимира Путина Дмитрий Песков.
29 июля 2010 года правительство России одобрило перечень федеральных целевых программ, подлежащих финансированию из федерального бюджета в 2011—2013 годах. В одобренный список вошла ФЦП «Чистая вода». Программа рассчитана на три года, ежегодно на неё будут тратить из федеральной казны 3 млрд рублей. По словам Дмитрия Знаменского, представителя Российского водного общества, которое будет заниматься реализацией программы, общий бюджет проекта вместе с региональным и муниципальными деньгами составит 18 млрд руб. По мнению Знаменского, к «фильтрам Петрика» программа не имеет никакого отношения, но Петрик сможет участвовать в конкурсе по отбору фильтров.
Постановлением Правительства РФ от 22 декабря 2010 г. N 1092 «О федеральной целевой программе „Чистая вода“ на 2011—2017 годы» утверждена федеральная целевая программа «Чистая вода» на 2011—2017 гг. на сумму 331,8 млрд рублей, в том числе 9 млрд рублей из федерального бюджета.

## История проекта

### Начало партийного проекта
С 2006 года на базе МУП «Новгородский водоканал», генеральный директор которого Михаил Некипелов с 20 марта 2008 года являлся также координатором по реализации партийного проекта «Чистая вода» в Новгородской области, проводились исследования фильтров доочистки питьевой воды на основе углеродной смеси высокой реакционной способности.
2 декабря 2006 года в Екатеринбурге на VII Съезде партии «Единая Россия» Борис Грызлов в докладе «Россия — выбор будущего: политические задачи Партии и вопросы стратегии развития России» заявил: 
У нас есть примеры и других пока мало востребованных новых технологий. Это уникальные фильтры по очистке воды на основе наноуглеродного сорбента, разработанные по инициативе партии. Они превышают по своим показателям мировые аналоги в десятки раз. Уже сейчас они используются в медицинских учреждениях, школах и детских садах. Есть успешный опыт их комплексного применения в Новгородской и Вологодской областях. Вода Амура, загрязнённая после известных событий в Китае, пропущенная через такой фильтр, становилась безопасной для здоровья. Партийное кураторство по внедрению этой технологии будет осуществляться в рамках проекта «Чистая вода».
В апреле 2007 года по инициативе председателя партии «Единая Россия» Бориса Грызлова на территории Новгородской области был запущен пилотный проект по установке фильтров на основе УСВР (углеродной смеси высокой реакционной способности) ООО «Золотая формула», возглавляемого Виктором Петриком, в социальных учреждениях. Финансирование программы осуществлялось из областного бюджета и составило за 2007 год 1,5 млн рублей. В 2007 году системами доочистки питьевой воды были оснащены 51 учреждение школьного и школьного образования, 4 медицинских учреждения. Всего было установлено 60 фильтров, что обеспечило 17 тысяч детей «чистой питьевой водой».
25 декабря 2007 года Председатель Государственной Думы, Председатель партии «Единая Россия» Борис Грызлов провел расширенное заседание рабочей группы партийного проекта «Чистая вода». Грызлов заявил, что «необходима разработка федеральной целевой программы „Чистая вода“, поскольку задача обеспечения населения чистой водой имеет принципиальное значение с точки зрения здоровья человека». На заседании также состоялась церемония награждения победителей Всероссийского партийного конкурса на лучшие системы очистки воды. Первое место заняло ООО «Холдинг Золотая Формула», «разработавшее системы очистки воды на основе открытия академика РАЕН Виктора Петрика».
19 мая 2008 года в Информцентре партия «Единая Россия» состоялось совещание по партийному проекту «Чистая вода», где Светлана Орлова, в частности, заявила: «Программа „Чистая вода“ не просто партийный проект, это программа глобальная и национальная. По прогнозам учёных через пять лет вода станет дороже, чем нефть. Мы имеем огромное количество запасов воды. Богатство это надо беречь, поэтому мы надеемся на участие „Деловой России“, РСПП, Банка развития и других деловых кругов. Программа должна стать инновационной и прорывной… Программа „Чистая вода“ — это только начало. Она будет дополнена программами „Чистый воздух“ и „Чистая земля“».

### Начало разработки государственной программы
В феврале 2008 года по обращению Минрегиона России Российская ассоциация водоснабжения и водоотведения приступила к разработке концепции федеральной целевой программы (ФЦП) «Чистая вода», которая охватит весь комплекс вопросов, связанных с обеспечением россиян чистой водой.
24 апреля 2008 года статус программы, в соответствии с протоколом совещания у Председателя Правительства РФ В. А. Зубкова от 24.04.2008 г. № ВЗ-П9-43пр «Об обеспечении населения качественной питьевой водой и разработке программы „Чистая вода“», был изменен на Государственную программу. Была образована рабочая группа по координации подготовки государственной программы «Чистая вода» под руководством заместителя председателя Правительства РФ А. Д. Жукова.
По мнению журнала «Новая политика», «пикантность ситуации заключается в том, что такого нормативного понятия как „государственная программа“ на текущий момент не существует». «Перед Минюстом поставлена срочная задача — создать соответствующую нормативную базу. Нежелание придавать программе статус ФЦП можно объяснить стремлением избежать контроля при массовом продвижении за счет бюджета такого специфического товара как „фильтры Петрика“. Мало ли что может выясниться. У федеральных целевых программ есть определенная процедура формирования, исполнения и контроля. У „госпрограммы“ процедура контроля, смеем утверждать, будет, видимо, значительно мягче. Это косвенно подтверждают заявления чиновников Минфина: „Госпрограмма станет более гибким инвестиционным механизмом, чем ФЦП“».

### Проведение международных форумов в 2009 году
20 января 2009 года в Москве состоялась международная конференция «Чистая вода». На ней Светлана Орлова сообщила, что проект должен превратиться в государственную программу, в основу которой заложен принцип частно-государственного партнерства. По её словам, «совсем скоро госпрограмма начнет свою работу». «Она уже проработана и направлена в правительство. А межправительственная группа сейчас работает над вопросами её бюджетного финансирования». Там же Борис Грызлов сообщил, что система очистки воды, которую изобрел Петрик, «позволяет получать воду высочайшего качества, которое недостижимо в других системах».
24 ноября 2009 года Председатель Государственной Думы РФ Борис Грызлов в рамках Международного форума «Чистая вода-2009» заявил, что государственная программа «Чистая вода» прошла экспертизу, согласована в министерствах и будет принята в декабре 2009 года.

### Петрикгейт
Широкую известность проект получил в конце 2009 — начале 2010 года в связи со скандалом вокруг разработок Виктора Петрика.
В номере 5-6 журнала «Водоснабжение и канализация» за 2009 год был опубликован обзор сведений о программе «Чистая вода» и результаты исследований фильтров Петрика. Главный редактор журнала С. В. Финаев утверждал, что крупнейшие производители фильтров для очистки воды не были оповещены о конкурсе «Единой России» 2007 года и, соответственно, в нём не участвовали. Профессор Н. С. Серпокрылов (Ростов-на-Дону) провёл сравнение фильтров четырёх различных фирм. Среди исследовавшихся фильтров был представлен и напорно-наливной фильтр «Золотая формула», выпускаемый фирмой В. И. Петрика. Исследования показали, что по большинству анализируемых параметров все четыре фильтра практически идентичны. Значительное отличие было лишь в цене: стоимость фильтра Петрика оказалась в 2,5 — 3,5 раза выше остальных. В отчете НИИ экологии человека и гигиены окружающей среды был отмечен тревожный симптом — в воде, пропущенной через фильтр «Золотая Формула» фирмы Петрика, наблюдалась 100 % гибель дафний (рачков, с помощью которых оценивается качество питьевой воды) в течение первых 10-15 минут с начала опыта. В то же время выживаемость дафний в исходной водопроводной воде была стопроцентной в течение всего 96 часового опыта. Авторы отчёта предполагают, что гибель дафний может быть связана с проникновением микрочастиц, вымываемых из сорбента в организм дафний и приводящих к нарушению дыхательной функции. По словам С. В. Финаева, неудовлетворительными оказались результаты испытаний фильтров «Золотая формула» в водоканале города Брянска и в Мосводоканале. В журнале приведены результаты испытаний с фильтрующей загрузкой УСВР для глубокой очистки водопроводной воды в водоканале Санкт-Петербурга. Вывод: «Испытания установки не удовлетворяют установленным критериям оценки успешности проведения испытаний по микробиологическим показателям». С. В. Финаев констатировал: «Учитывая тот факт, что в разделе реестров „Санитарно-эпидемиологических заключений и свидетельств госрегистрации на продукцию, изготовленную с использованием наноматериалов и нанотехнологий“, фильтры на основе УСВР не числятся и испытаний, согласно „Концепции токсикологических исследований, методологии оценки риска, методов идентификации и количественного определения наноматериалов“, не проходили, фильтры г-на В. И. Петрика стоит считать обычными сорбционными фильтрами, причём, как показывает собранный нами материал, далеко не идеальными».
В июле 2009 года С. В. Финаев предложил В. И. Петрику провести полномасштабные испытания фильтров в НИИ экологии человека и гигиены окружающей среды РАМН. Петрик согласился, однако до ноября 2009 года (время публикации статьи академика Круглякова «Суета вокруг науки») ничего не было сделано.
21 октября 2009 года в «Российской газете» вышло интервью с академиком РАН Э. П. Кругляковым, председателем Комиссии по борьбе с лженаукой и фальсификацией научных исследований, где он высказал мнение, что без тщательной проверки нанотехнологические фильтры Петрика устанавливать недопустимо, а также упомянул, что коллеги из Челябинска прислали заключение, из которого следует, что в области очистки радиоактивной воды Петрик выдаёт желаемое за действительное и фактически технологии не существует.
12 ноября 2009 года в газете «Наука в Сибири» была опубликована большая статья академика Э. П. Круглякова под названием «Суета вокруг науки», где подробно разбирались претензии Петрика и отмечалось:

Любой физик, одолевший откровения «гения XXI века», немедленно скажет, что мы наблюдаем здесь смесь необоснованной мании величия с удручающим невежеством (вспомним «высочайший вакуум» в недрах Земли, «золотое сечение», «разрыв связей между атомами без всякой затраты энергии»). Но ничего не поделаешь, потребуется шаг за шагом комментировать нелепости представителя «частной науки», пригретого высокими чиновниками. Как никак, В. И. Петрик — победитель конкурсов «Единой России» по программе «Чистая вода», походя решивший заодно проблему превращения радиоактивной воды в питьевую «высшего качества». Есть у Виктора Ивановича (совместно с Б. В. Грызловым) патент «Способ очистки радиоактивных отходов» (патент Ru 2 345 430 С1). Кстати, в истории Государственной Думы с царских времен это первый случай, когда председатель парламента, обременённый множеством важнейших государственных обязанностей, нашёл-таки время на оформление сложного технологического патента.

16 декабря 2009 года, после выступления от имени Отделения физических наук РАН академика В. Е. Захарова на Общем собрании РАН, Президент РАН Ю. С. Осипов предложил обсудить фильтры Петрика в группе специалистов РАН под руководством академика Э. П. Круглякова, председателя Комиссии по борьбе с лженаукой и фальсификацией научных исследований.
12 марта 2010 года состоялось заседание комиссии РАН, которой поручена экспертиза технологий очистки воды, разработанных изобретателем Виктором Петриком. «Было заседание, но не комиссии по борьбе с лженаукой, а комиссии, которая создана в Академии наук по проблеме „Петрик-Грызлов“. До окончания работы этой комиссии мы никаких комментариев давать не будем», — сказал Кругляков. По его словам, комиссия будет работать две-три недели. Он отметил, что провести экспертизу технологий Петрика просил на одном из совещаний сам Грызлов.
12 марта 2010 года сайт Infox.ru опубликовал отрывки интервью с С. В. Финаевым, редактором журнала «Водоснабжение и канализация». «Кстати, мы изучили все объекты в Великом Новгороде, на которых, согласно словам Петрика, стоят его фильтры. На самом деле стоят они только на одном объекте. То есть и здесь обман, — подчеркнул Финаев в разговоре с корреспондентом Infox.ru. — А ещё мы попросили в „Единой России“ показать нам текст концепции программы „Чистая вода“, на разработку которой партия потратила 50 млн руб. И нам представители „Единой России“ заявили, что такого текста просто не существует».
Выступая 18 марта 2010 года в программе «Свобода мысли» (Пятый канал), директор НИИ экологии человека и гигиены окружающей среды Ю. А. Рахманин дал понять, что установка нанофильтров в Новгородской области граничит с преступлением.

#### Заключение комиссии РАН по проведению экспертизы работ Петрика В. И.
21 апреля 2010 года на официальном сайте РАН было опубликовано заключение комиссии РАН по проведению экспертизы работ Петрика В. И. в котором, в частности, говорится:

Выводы:
1. Деятельность г-на В. И. Петрика лежит не в сфере науки, а в сфере бизнеса и изобретательства.
2. Анализ патентов г-на В. И. Петрика по указанным выше направлениям показывает:
  - В большинстве предложений и патентов речь идёт о различных вариантах создания тех или иных устройств и материалов. Все они основаны на известных научных фактах. Решения, близкие к тем, которые излагаются в патентах, предлагались многими отечественными и зарубежными авторами. Вопросы об использовании в практике технологий или материалов предложенных в этих патентах должны решать потенциальные потребители продукции в каждом конкретном случае.
  - Предложение и патент на очистку тяжёлой воды от трития с использованием магнитного изотопного эффекта не могут быть реализованы, так как основаны на неверном представлении о свойствах ядер водорода, дейтерия и трития.
  - В патенте «Низкотемпературный термоэмиссионный преобразователь» дано ошибочное толкование наблюдаемого явления. Это толкование противоречит законам термодинамики. Наблюдаемое автором явление находит простое объяснение с позиций современных физико-химических представлений.
  - Особо следует выделить патенты, в которых предлагается использование наноматериалов в изделиях, рассчитанных на длительный непосредственный контакт с человеком (например, фильтры для очистки питьевой воды). Имеющиеся сейчас в научной литературе данные говорят о физиологической активности многих наноразмерных веществ и материалов. В ряде случаев уже установлено, что такие частицы, в частности наноразмерные углеродные материалы, оказывают негативное влияние на здоровье человека и при длительном контакте могут вызывать различные заболевания, в том числе онкологические. Поэтому такие материалы можно использовать только при уверенности в том, что очищенная вода не содержит наноразмерных частиц.
Подтверждением этому заключению является утверждение Главным государственным санитарным врачом РФ Г. Г. Онищенко методического указания МУ1.2.2520 — 09 «Токсиколого-гигиеническая оценка безопасности наноматериалов».

Председатель комиссии Академик-секретарь ОХНМ, академик В. А. Тартаковский
— Заключение комиссии РАН по проведению экспертизы работ Петрика В.И. // Официальный сайт РАН

### Политические дебаты вокруг проекта
22 марта 2010 года Председатель совета Федерации, глава партии «Справедливая Россия» Сергей Миронов в интервью изданию Газета.ру заявил: «Если проект в своей сути будет подразумевать оснащение всех бюджетных организаций так называемыми фильтрами Петрика — категорически будем возражать, исходя из двух причин: первое — недоказанность на сегодняшний день эффективности подобных фильтров. Второе — считаю, что для использования бюджетных средств нужно проводить независимый публично открытый тендер всех существующих фильтров, всех способов очистки воды и ни в коем случае не в рамках некоего партийного проекта».
24 марта 2010 года на сайте Единой России появился ответ на интервью Сергея Миронова от заместителя Секретаря Президиума Генерального совета партии «Единая Россия» по вопросам агитации, пропаганды и контрпропаганды Андрея Исаева, в котором ничего не говорится о Петрике и его фильтрах, однако присутствует заверение, что партия продолжит программу «Чистая вода». Как Исаев, так и ряд других деятелей «Единой России» обвинили Сергея Миронова и «Справедливую Россию» в откровенном протекционизме и лоббировании интересов компаний, торгующих питьевой водой на российском рынке. При этом критики Миронова не упомянули о наличии пункта 4 в проекте «Чистая вода», который имеет отношение как раз к бутилированной питьевой воде.

### Фракционная комиссия в Думе
29 июня 2010 года стало известно, что фракция «Единой России» в Государственной Думе планирует создать специальную комиссию, состоящую исключительно из членов фракции «Единой России», которая займется написанием технических регламентов на питьевую воду, мониторингом ситуации с обеспечением населения питьевой водой, выработкой других правовых решений. Работа будет вестись параллельно с правительством. По словам будущего главы комиссии, председателя думского комитета по экономполитике Евгения Федорова, вопросами внедрения фильтров новая структура заниматься не будет. «Мы не ставим такой задачи. По отношению к общей работе это мелочи».
Согласно сообщению «Ведомостей», причиной создания этой партийной комиссии послужило нежелание правительства выделять деньги на госпрограмму «Чистая вода». По словам будущего главы комиссии Евгения Федорова, правительство не может утвердить «Чистую воду», потому что до сих пор законодательно не определён сам статус госпрограмм. По словам депутата от КПРФ Валерия Рашкина, «такого понятия, как комиссия фракции, в думском регламенте нет, поэтому они могут собирать свой „междусобойчик“ как угодно и когда угодно, регламентом это не регулируется. Однако показательно, что тема с „Чистой водой“ настолько мутная, что единороссы, имея большинство, стесняются создать по такому „важному“ вопросу парламентскую комиссию, притянув хоть парочку депутатов из других фракций».
16 июля 2010 года руководитель комиссии по чистой воде партии «Единая Россия», председатель комитета Госдумы по экономической политике и предпринимательству Евгений Федоров заявил, что комиссия подготовит и внесёт в сентябре-октябре текущего года на рассмотрение Госдумы технический регламент о питьевой воде, которая будет регулировать качество «воды из-под крана» и не будет касаться бутилированной воды. По словам Федорова, Виктор Петрик «не имел и не имеет никакого отношения к программе, это пиар-кампания, придуманная против единороссов».
25 ноября 2010 года Газета.ру сообщила, что член комиссии депутат Владимир Мединский обратился к членам комиссии с просьбой дистанцироваться от имени Виктора Петрика, так как фигура скандального ученого портит имидж Единой России. «Убедительная просьба всячески от этого открещиваться, забыть эту фамилию». Мединский подчеркнул, что никакого отношения к работе комиссии и реализации проекта «Чистая вода» Петрик не имеет, поэтому мешать проект с именем изобретателя нет никакой необходимости. Петрик предположил, что Мединский высказал своё личное мнение, не отражающее мнение всей партии.

### Международный форум «Чистая вода — 2010»
26 июля 2010 года председатель правительства РФ В. Путин распорядился провести международный форум «Чистая вода — 2010». Согласно распоряжению правительства № 1250-р, организация и проведение форума осуществляются некоммерческим партнёрством «Российское водное общество» за счёт собственных и привлекаемых средств. Правительство рекомендует федеральным органам государственной власти, органам государственной власти субъектов Российской Федерации, органам местного самоуправления, общественным объединениям, союзам предпринимателей и представителям деловых кругов оказать содействие в подготовке Международного форума «Чистая вода — 2010» и принять участие в его работе.
Пресс-секретарь Путина Дмитрий Песков подтвердил «Газете. Ru», что финансирование форума из бюджета не предусмотрено. «Российское водное общество» было решено учредить на форуме 2009 года, а создано оно было по распоряжению Путина 4 декабря 2009 года. Формально организации не существует, у неё до сих пор нет офиса, сайт уже долгое время находится в разработке. Наблюдательный совет возглавляет Грызлов. Его заместители — Жуков и Орлова. В состав входят министр природных ресурсов Юрий Трутнев, министр экономического развития Эльвира Набиуллина, глава МЧС Сергей Шойгу, бывший мэр Москвы Юрий Лужков, гендиректор «Росатома» Сергей Кириенко. Орлова также является председателем общества. Ранее в презентационных материалах для одного из отраслевых журналов «Водное общество» сообщало, что форум планируется провести 20—23 октября. Виктор Петрик сообщил, что примет участие в форуме.
Форум состоялся 20 октября 2010 года. По словам выступившего на форуме председателя правительства РФ Владимира Путина, программа «Чистая вода» уже внесена на утверждение правительства РФ и будет реализована в период с 2011 до 2017 года. Её финансирование заложено в федеральный бюджет и в течение первых трех лет составит 9 млрд рублей, что составляет около 300 млн долларов. Деньги не бог весть какие, признал премьер, но с ними уже можно работать. Параллельно с обсуждением проходила выставка высоких технологий в области очистки воды, на которой свои революционные открытия представляла также компания изобретателя Виктора Петрика «Золотая формула». Фильтры Петрика включены в федеральную программу, но пока на их финансирование планируется выделить только 0,3 % от общей суммы инвестиций в эту сферу. «Деньги на фильтры в программе выделяются смешные — но мы будем бороться за репутацию», — прокомментировали сотрудники фирмы Петрика. Он заверили, что его фильтры в рамках программы все-таки придется устанавливать повсеместно.

## Предположительное окончание проекта
На президиуме генсовета Единой России 7 февраля 2017 года было принято решение о продолжении 19 партийных проектов и старте шести новых; ни в одном из перечней не оказалось проекта «Чистая вода». При этом Федеральная целевая программа продолжит работу — согласно паспорту ФЦП, в 2017 году на нее должны направить 87,2 млрд рублей из внебюджетных источников.